# 直立蔓龙胆
直立蔓龙胆（学名：Crawfurdia semialata）为龙胆科蔓龙胆属下的一个种。

## 扩展阅读
維基物種上的相關：直立蔓龙胆